# سید نورالدین الهاشمی شیرازی
سید نورالدین حسینی الهاشمی شیرازی (زاده ۱۲۷۴ _ درگذشته ۲۳ بهمن ۱۳۳۵) ،روحانی، فقیه و مرجع تقلید شیعه بود. الهاشمی نویسندۀ کتاب‌های «اس‌الاصول»، «بنیان‌الاصول»، «اصول‌الفقه»، «احكام‌الانام في شرح شرايع الاسلام»، «رقائق‌الحقائق»، «ترکیب‌الاجسام در طبیعیات به معنی الاعم»، «شکست کسروی»، «کتاب الحساب»، «تحفه الاحباء فی لیله الغراء» و... بود. موقعیت دینی، علمی، اجتماعی و سیاسی سید نورالدین حسینی شیرازی به اندازه‌ای بالا بود که از وی با عنوان نائب‌الامام یاد می‌شد.

## زندگی نامه

### آغاز زندگی
سید نورالدین حسینی شیرازی (۱۲۷۴) درشهر شیراز به دنیا آمد. نسبتش به سید مرتضی علم‌الهدی می‌رسد. او از مراجع تقلید  در زمان خود بود. وی پدر سید منیرالدین حسینی الهاشمی بنیانگذار فرهنگستان علوم اسلامی قم می‌باشد.

### تحصیلات
دروس مقدماتی را در حوزه علمیه شیراز به اتمام رساند. آن‌گاه برای ادامه تحصیلات، به عتبات عالیات مهاجرت کرد و پس از دریافت اجازه اجتهاد، به زادگاهش شیراز بازگشت.
موقعیت دینی، علمی، اجتماعی و سیاسی سید نورالدین حسینی شیرازی به اندازه‌ای بالا بود که از وی با عنوان نائب‌الامام یاد می‌شود.

### استادان
اساتید او در شیراز و عتبات عالیه عبارت بودند از: شیخ محمد رضا ثامنی، سید علی کازرونی، آقا ضیاءالدین عراقی، سید محمدکاظم یزدی، میرزا محمدحسین نائینی، میرزا محمدتقی شیرازی ،محمدکاظم شیرازی، میرزا علی آقای شیرازی، میرزا ابراهیم محلاتی، ملا حسین‌قلی بهاری، شیخ الشریعة اصفهانی

### شاگردان
- سید محمدهادی میلانی[۷]
- سید عبدالعلی آیت‌اللهی[۸]
- عبدالرحیم ربانی شیرازی[۹]
- سید محمد حسینی[۱۰]
- احمد بهشتی
- سید احمد نقیب القراء بنادکی

## فعالیت‌های سیاسی

### فعالیت علیه رضاشاه
وی به دلیل فعالیت سیاسی در عهد رضاشاه (حدّ زدن به منشی کنسول انگلیس در شیراز و اعتراض به مسئله کشف حجاب)، دو بار در سال‌های ۱۳۰۶ و ۱۳۰۸ به بوشهر و تهران تبعید شد.برای اعتراض به تبعید وی، مردم در آستانة مقدسة حضرت شاه‌چراغ به طور گسترده اجتماع کردند که همین مسئله باعث  درگیری بین نیروهای دولتی و مردم شد که در نتیجه چندین نفر به دلیل تیراندازی مأموران رژیم، کشته شدند.  در ادامة همین اعتراض‌ها، بازار وکیل به مدت سه ماه تعطیل شد و نتایج اقتصادی سنگینی برای دولت داشت که در نتیجة آن، دولت ناگزیر شد او را به شیراز بازگرداند.

### تأسیس حزب برادران
وی همراه تنی چند از رجال سیاسی–دینی شیراز در سال ۱۳۱۳ طرح اولیه و مخفیانه‌ای برای تأسیس حزبی به نام حزب برادران (حزب نور) ریخت که پس از شهریور ۱۳۲۰ فعالیت خود را جدی و در ۱۳۲۴ آن را علنی کرد. حزب برادران تا زمان کودتای ۲۸ مرداد ۱۳۳۲ به فعالیت‌های خود ادامه داد و از آن پس به صورت محدود ادامه یافت. این حزب، دارای سیزده هیئت و تشکل فرعی مذهبی بود و نشریه‌ای سیاسی به نام «آیین برادری» که ارگان رسمی آن محسوب می‌شد، در چندین شماره منتشر کرد. علاوه بر آن، نشریه‌ای علمی نیز با سبک نشریه «آیین اسلام» به نام «مهر ایزد» منتشر کرد که در بسیاری از شماره‌های آن مقاله‌های عقیدتی خود را منتشر می‌نمود. از نکات مهم حزب برادران، شیوه عضویت در آن است که با سوگند «والله من در حفظ استقلال ایران در ظل لوای مذهب جعفری با شما همراهم» انجام می‌شد. این حزب اساس‌نامه‌ای داشته که در آن بر محورهای ذیل تأکید شده‌است: وحدت ملی ایران، توسعه مذهب جعفری، اجرای طرح طراز اول قانون اساسی، تحول فکری در شئون اجتماعی (مبارزه با خرافات)، تشدید مبانی روحانیت و ضابطه‌مند نمودن آن، تعلیم عمومی نظام وظیفه و تقویت نیروی دفاعی، حفظ مرکزیت ایران با رعایت برخورداری همه قطعات مملکت، تحکیم روابط حسنه بین‌الملل و دول اسلامی، ایجاد بهداشت عمومی.

### تأسیس هیئت علمیه استان فارس
طرح تأسیس هیئت علمیه استان فارس با همکاری سه رهبر دینی شیراز، سید نورالدین شیرازی، سید حسام‌الدین فال‌اسیری و بهاءالدین محلاتی انجام شد و به همین علت در بعضی از نشریات آن زمان از آن با عنوان «اجتماع آیات‌الله» نیز یاد شده‌است. این طرح، الگویی برای تأسیس هیئت علمیه استان‌های دیگر شد و به همین علت بعضی از علما، از جمله سید علی‌اصغر لاری فرزند سید عبدالحسین لاری، از سید نورالدین شیرازی بابت این طرح، طی نامه رسمی تشکر کردند. نکته جالب این است که در اجتماع روز تأسیس این هیئت، سید نورالدین طرح ارتش چهارده میلیونی شیعه جعفری را مطرح کرد.

### فعالیت در ملی شدن صنعت نفت
وی یکی از علمای حامی نهضت ملی شدن صنعت نفت بود. وی در مسجد وکیل شیراز منبر می‌رفت و پس از حمایت از نهضت ملی شدن صنعت نفت، جمله معروفِ «مصدِّق، مصدَّق است» را می‌گفت که پس از آن تاریخ، به صورت ضرب‌المثل درآمد. علاوه بر این، وی برای پیروزی مصدق در نیویورک (دیدار با اعضای شورای امنیت) نیز دعا می‌کرد. به‌رغم این، پس از آنکه اختلافاتی میان مصدق و کاشانی به‌وجود آمد و بالا گرفت، سید نورالدین با وی درافتاد و این کار به اختلاف وی با سید حسام‌الدین فال‌اسیری منجر شد؛ به همین دلیل فال‌اسیری در برابر حزب برادران، تشکل حزب‌الله را تأسیس کرد . و در برابر فتوای سید نورالدین برای باز بودن مغازه‌ها و حمایت نکردن از دولت مصدق، به بستن آن‌ها و ضرورت حمایت از آن فتوا داد.

### واکنش به اعدام شهید نواب
سید نورالدین از شنیدن خبر اعدام نواب چنان متاثر و عصبانی شد که اعضای حزب برادران را فراخواند و در مجلس ختمی که برای نواب گرفت، به سخنرانی پرداخت و در آن به دولت حمله شدید اللحنی کرد. بعد از مجلس ختم در مسجد وکیل ، دو سناتور از طرف شاه به منزل وی آمدند و به صورت محترمانه او را تهدید کردند.

### حمایت از قوام
سید نورالدین با توجه به اینکه سردار حکمت از دوستان او محسوب می‌گردید و با حمایت حزب او به همراه قوام به مجلس راه یافته بود و دوستی و حمایت سردار حکمت از قوام در ماجرای ۳۰ تیر در برابر خواست عمومی قرار گرفته و از قوام حمایت نمود که باعث گردید به وجهه او لطمه وارد شود. پس از این ماجرا نورالدین به مخالفت با مصدق پرداخت و پس از تشکیل جبهه ملی در شیراز به رهبری حسین راضی و حمایت سایر احزاب و علما از جبهه ملی در برابر حزب برادران این اختلاف نمودی بیرونی یافت.

### مبارزه با بهائیت
در سال ۱۳۳۴ بروجردی از محمدرضا شاه پهلوی خواست که از نفوذ بهائیت در کشور، به‌ویژه در عرصه قدرت سیاسی، جلوگیری کند و شاه نیز به استانداران خود دستور داد که مانع فعالیت‌های بهائی‌ها شوند. این مسئله سبب شد تا در همان سال و هم‌زمان با ورود شاه به شیراز، سید نورالدین دستور تخریب مرکز بهائیان شیراز را صادر کند. مرکز بهائیان شیراز در حالی تخریب می‌شد که خود او ن‍یز در صحنه حضور داشت. علاوه بر این وی با نفوذ و قدرتی که داشت، به تهران فشار آورد تا استاندار بهائی شیراز را عزل کنند که سرانجام هم موفق شد.

### سفر به مشهد
در سال ۱۳۲۷ به همراه پانصد نفر از یاران خود سفری به اصفهان، تهران، قم و مشهد انجام داد. در اصفهان، چهارسوقی (رئیس وقت حوزه علمیه) و در قم، بروجردی در منزل صدر به استقبال وی رفتند.  در تهران، شیرازی در انجمن تبلیغات اسلامی، مسجد شاه و… سخنرانی کرد و نیز، پیشنهاد قانونی کردن منع فروش مسکرات را به مجلس داد و خطاب به نمایندگان فارس اعلام نمود که اگر مجلس با این پیشنهاد مخالفت کند، «همگی استعفا دهید». علاوه بر این، وی در تهران تأسیس یک دفتر در هر شهر برای جمع‌آوری کمک به مسلمانان را پیشنهاد داد.

## درگذشت
الهاشمی  در ۲۴ بهمن سال ۱۳۳۵ بر اثر سکته قلبی  درگذشت و در آرامگاه نور واقع در خیابان احمدی شیراز به خاک سپرده شد اگرچه پزشکی قانون نظرش بر این بوده که او سکته کرده‌است ولی  فرزند او سید منیرالدین حسینی شیرازی در خاطرات خود عقیده دارد که پدرش را با سیانور مسموم کرده‌اند:
نقل شده‌است که یک روز سید نورالدین سیگاری آتش زد و نیمی از آن را استفاده نکرده بود که حالت سکته به او دست داد و دکتر بعد از معاینه تشخیص داد که به وسیله سم سیانور مسموم شده‌است.

## آثار
وی شانزده عنوان تألیف دارد که تعدادی از آن‌ها عبارتند از:
- اسلام و جهان امروز
- ترکیب الاجسام
- دیوان اشعار
- شکست کسروی
- حقوق سیاسی اسلام
- تحفة الاحیاء فی لیلة القدر
- اساس الاصول
- بنیان الاصول
- اصول فقه
- احکام الانام فی شرح شرایع الاسلام
- رقائق الحقایق
- کتاب الحساب[۲۶]